# 에크만 수송

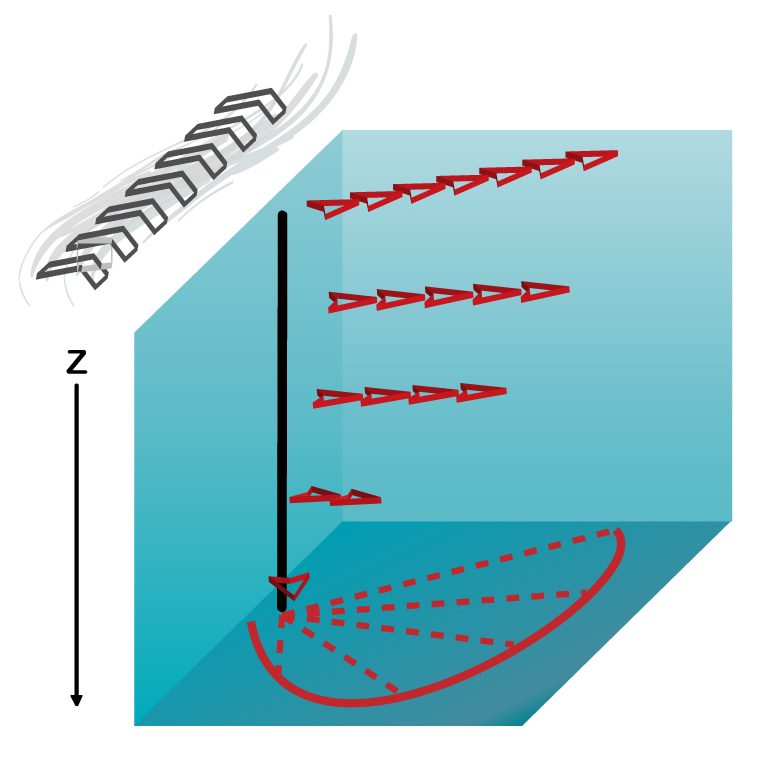
에크만 수송은 코리올리 효과와 난류 항력 사이의 균형의 결과로 나타나는 순수한 유체 운동이다. 위 그림에서 북반구에서 북쪽으로 부는 바람은 표면 응력을 생성하고 그 아래 수층에서 에크만 나선이 형성된다. 에크만층은 압력 경도력, 코리올리력 및 난류 항력 사이의 균형의 결과로 흐름이 발생하는 유체층이다.

에크만 수송은 1902년 반 발프리드 에크만이 처음 연구한 에크만 운동 이론의 일부이다. 바람은 해양 순환의 주요 에너지원이며, 에크만 수송은 바람에 의한 해류의 한 구성 요소이다. 에크만 수송은 해수면이 바람에 의해 작용하는 마찰력의 영향을 받을 때 발생한다. 바람이 불면 해수면에 마찰력이 가해져 수심 10~100m의 상층 수층을 함께 끌고 간다. 그러나 코리올리 효과의 영향으로 해수가 움직일 때 운동 방향에서 90° 각도로 힘을 받아 바람 방향에 대해 비스듬하게 움직인다. 수송 방향은 반구에 따라 달라진다. 북반구에서는 바람 방향에서 시계 방향으로 벗어나고, 남반구에서는 반시계 방향으로 벗어난다. 이 현상은 1890년대 프리티오프 난센이 북극 탐험 중에 얼음 수송이 바람 방향에 대해 비스듬하게 발생하는 것을 기록하면서 처음 발견되었다. 에크만 수송은 질량 보존 법칙을 따르기 위해 용승 (에크만 흡입) 및 침강 (에크만 분출)를 유발하기 때문에 전 세계 해양의 생지화학적 특성에 상당한 영향을 미친다. 에크만 수송과 관련하여 질량 보존은 특정 지역 내에서 이동된 모든 물이 보충되어야 함을 요구한다. 이는 바람 패턴에 따라 에크만 흡입 또는 에크만 분출을 통해 이루어질 수 있다.

## 원리
에크만 흡입 또는 분출을 유발하는 세 가지 주요 바람 패턴이 있다. 첫 번째는 해안선과 평행한 바람 패턴이다. 코리올리 효과로 인해 표층수는 바람 흐름에 대해 90° 각도로 움직인다. 바람이 해안에서 물을 멀리 끌어당기는 방향으로 움직이면 에크만 흡입이 발생한다. 반대로 바람이 표층수를 해안선 쪽으로 움직이게 하는 방식으로 움직이면 에크만 분출이 일어난다.
에크만 수송을 초래하는 두 번째 바람 흐름 메커니즘은 적도 북쪽과 남쪽 모두에서 표층수를 극쪽으로 끌어당기는 무역풍이다. 적도에서는 에크만 흡입(Ekman suction)에 의한 용승(upwelling)이 강하게 발생한다. 이는 적도 북쪽에서는 물이 북쪽으로, 적도 남쪽에서는 남쪽으로 끌려가면서 물이 분산되기 때문이다. 이러한 분산은 에크만 석션을 유발하고, 결과적으로 용승으로 이어진다.
에크만 수송에 영향을 미치는 세 번째 바람 패턴은 외해의 대규모 바람 패턴이다. 외해 바람 순환은 해수면이 쌓여 수평 해수면 높이 경사를 유발하는 자이르형 구조를 초래할 수 있다. 이러한 물의 쌓임은 중력과 질량 균형으로 인해 물이 아래로 흐르고 흡인되게 한다. 중앙 해양에서의 에크만 분출은 이러한 물의 수렴의 결과이다.

## 에크만 흡입
에크만 흡입은 물의 발산으로 인해 용승 지역을 유발하는 에크만 수송의 구성 요소이다. 질량 보존의 개념으로 돌아가면, 에크만 수송에 의해 이동된 모든 물은 보충되어야 한다. 물이 발산하면 공간을 만들고, 심해수를 유광층으로 끌어올리거나 용승시켜 공간을 채우는 흡인 역할을 한다.
에크만 흡입은 용승을 유발하기 때문에 해당 지역의 생지화학적 과정에 주요한 영향을 미친다. 용승은 영양분이 풍부하고 차가운 심해수를 유광층으로 운반하여 식물 플랑크톤의 번성을 촉진하고 극도로 생산적인 환경을 시작하게 한다. 용승 지역은 어업의 발전을 이끌며, 전 세계 어획량의 거의 절반이 용승 지역에서 나온다.
에크만 흡입은 해안선을 따라 그리고 외해에서 발생하지만, 적도를 따라서도 발생한다. 캘리포니아, 중앙아메리카, 페루의 태평양 연안과 아프리카의 대서양 연안을 따라서는 해류가 적도 방향으로 이동함에 따라 에크만 흡입으로 인한 용승 지역이 존재한다. 코리올리 효과로 인해 표층수는 바람 흐름에 대해 90° 왼쪽(남반구에서는 적도 방향으로 이동함에 따라)으로 이동하여 물이 해안 경계에서 발산하게 되어 에크만 흡입을 유발한다. 또한 아열대 북쪽의 아극 지역에서 극동풍과 편서풍이 만나는 곳과 적도를 따라 북동 무역풍과 남동 무역풍이 만나는 곳에서도 에크만 흡입의 결과로 용승 지역이 발생한다. 마찬가지로 코리올리 효과로 인해 표층수는 바람 흐름에 대해 90° 왼쪽(남반구에서)으로 이동하고, 표층수는 이러한 경계를 따라 발산하여 질량을 보존하기 위해 용승이 발생한다.

## 에크만 분출
에크만 분출은 물의 수렴으로 인해 침강 지역을 유발하는 에크만 수송의 구성 요소이다. 위에서 논의된 바와 같이, 질량 보존의 개념은 표층수의 쌓임이 아래로 밀려야 함을 요구한다. 따뜻하고 영양분이 적은 표층수가 수직으로 수층 아래로 분출되어 침강 지역을 초래한다.
에크만 분출은 주변 환경에 극적인 영향을 미친다. 에크만 분출으로 인한 침강는 영양분이 적은 물을 유발하여 해당 지역의 생물 생산성을 감소시킨다. 또한 따뜻하고 산소가 풍부한 표층수가 심해로 분출되기 때문에 열과 용존 산소를 수층 아래로 수직으로 운반한다.
에크만 분출은 해안선과 외해 모두에서 발견될 수 있다. 남반구의 태평양 연안을 따라 북풍이 해안선과 평행하게 이동한다. 코리올리 효과로 인해 표층수는 바람 흐름의 90° 왼쪽으로 끌려가므로 물이 해안 경계를 따라 수렴되어 에크만 분출을 유발한다. 외해에서 에크만 분출은 환류와 함께 발생한다. 특히, 아열대 지역, 즉 북위 20°와 50° 사이에서는 무역풍이 편서풍으로 바뀌면서 표층수가 쌓여 에크만 분출이 일어난다.

## 수학적 유도
과정을 해결 가능한 지점까지 단순화하기 위해서는 과정에 관련된 유체 역학에 대한 몇 가지 가정이 필요하다. 에크만이 세운 가정은 다음과 같다.
- 경계 없음;
- 무한히 깊은 물;
- 와점성도, {\displaystyle A_{z}\,\!},는 일정하다 (이는 층류에만 해당된다. 난류 대기 및 해양 경계층에서는 깊이에 따라 크게 달라진다.);
- 바람의 강제는 안정적이며 오랫동안 불어왔다;
- 지형류가 없는 순압성 조건;
- 코리올리 변수, {\displaystyle f\,\!}는 일정하게 유지된다.

이러한 가정에서 x 및 y 방향 코리올리력에 대한 단순화된 방정식은 다음과 같다:
(1)  {\displaystyle {\frac {1}{\rho }}{\frac {\partial \tau _{x}}{\partial z}}=-fv,\,}
(2)  {\displaystyle {\frac {1}{\rho }}{\frac {\partial \tau _{y}}{\partial z}}=fu,\,}
여기서 {\displaystyle \tau \,\!}는 풍응력, {\displaystyle \rho \,\!}는 밀도, {\displaystyle u\,\!}는 동서 방향 속도, {\displaystyle v\,\!}는 남북 방향 속도이다.
에크만층 전체에 걸쳐 각 방정식을 적분하면 다음과 같다:
{\displaystyle \tau _{x}=-M_{y}f,\,}
{\displaystyle \tau _{y}=M_{x}f,\,}
여기서
{\displaystyle M_{x}=\int _{0}^{z}\rho udz,\,}
{\displaystyle M_{y}=\int _{0}^{z}\rho vdz.\,}
여기서 {\displaystyle M_{x}\,\!}와 {\displaystyle M_{y}\,\!}는 단위 시간당 단위 길이당 질량 단위의 종방향 및 횡방향 질량 수송 항을 나타낸다. 일반적인 논리와는 달리, 남북 방향 바람은 동서 방향으로 질량 수송을 유발한다.
수층의 수직 속도 구조를 이해하기 위해 방정식 1과 2를 수직 와점성 항으로 다시 쓸 수 있다.
{\displaystyle {\frac {\partial \tau _{x}}{\partial z}}=\rho A_{z}{\frac {\partial ^{2}u}{\partial z^{2}}},\,\!}
{\displaystyle {\frac {\partial \tau _{y}}{\partial z}}=\rho A_{z}{\frac {\partial ^{2}v}{\partial z^{2}}},\,\!}
여기서 {\displaystyle A_{z}\,\!}는 수직 와점성 계수이다.
이는 다음과 같은 형태의 미분 방정식 집합을 제공한다.
{\displaystyle A_{z}{\frac {\partial ^{2}u}{\partial z^{2}}}=-fv,\,\!}
{\displaystyle A_{z}{\frac {\partial ^{2}v}{\partial z^{2}}}=fu.\,\!}
이 두 미분 방정식 시스템을 풀기 위해 두 가지 경계 조건을 적용할 수 있다.
- {\displaystyle {(u,v)\to 0}} as {\displaystyle {z\to -\infty },}
- 자유 표면({\displaystyle z=0\,\!})에서 마찰은 풍응력과 같다.

오직 y 방향으로만 부는 바람을 고려하여 더 단순화할 수 있다. 이는 결과가 남북 바람에 상대적임을 의미한다 (다른 방향의 바람에 상대적인 해를 구할 수도 있지만):
(3) {\displaystyle {\begin{aligned}u_{E}&=\pm V_{0}\cos \left({\frac {\pi }{4}}+{\frac {\pi }{D_{E}}}z\right)\exp \left({\frac {\pi }{D_{E}}}z\right),\\v_{E}&=V_{0}\sin \left({\frac {\pi }{4}}+{\frac {\pi }{D_{E}}}z\right)\exp \left({\frac {\pi }{D_{E}}}z\right),\end{aligned}}}
여기서
- {\displaystyle u_{E}\,\!}와 {\displaystyle v_{E}\,\!}는 u 및 v 방향의 에크만 수송을 나타낸다.
- 방정식 3에서 플러스 부호는 북반구에, 마이너스 부호는 남반구에 적용된다.
- {\displaystyle V_{0}={\frac {{\sqrt {2}}\pi \tau _{y\eta }}{D_{E}\rho |f|}};\,\!}
- {\displaystyle \tau _{y\eta }\,\!}는 해수면의 풍응력이다.
- {\displaystyle D_{E}=\pi \left({\frac {2A_{z}}{|f|}}\right)^{1/2}\,\!}는 에크만 심도(에크만층의 깊이)이다.

z=0에서 이를 풀면, 표면 해류는 (예상대로) 북반구(남반구)에서는 바람의 45도 오른쪽(왼쪽)으로 나타난다. 이는 또한 에크만 나선의 예상되는 형태를 크기와 방향 모두에서 제공한다. 이 방정식을 에크만층에 걸쳐 통합하면 순 에크만 수송 항은 북반구(남반구)에서 바람의 90도 오른쪽(왼쪽)으로 나타난다.

## 적용
- 에크만 수송은 연안 용승을 유발하는데, 이는 지구상에서 가장 큰 어장 중 일부에 영양분을 공급하고[11] 따뜻한 심층수를 대륙붕으로 끌어들여 남극 빙상의 안정성에 영향을 미칠 수 있다.[12][13] 이러한 체제에서 바람은 해안과 평행하게 분다 (예: 페루 해안을 따라 남동쪽에서 바람이 불고, 캘리포니아에서는 북서쪽에서 바람이 분다). 에크만 수송으로부터 표층수는 북반구에서는 바람 방향의 90° 오른쪽(남반구에서는 왼쪽)으로 순 이동한다. 표층수가 해안에서 멀어지면서 물은 아래에서 오는 물로 대체되어야 한다.[14] 얕은 연안 해역에서는 에크만 나선이 일반적으로 완전히 형성되지 않으며 용승 현상을 유발하는 바람 현상은 일반적으로 상당히 짧다. 이는 용승 범위에 많은 변화를 가져오지만, 이러한 아이디어는 여전히 일반적으로 적용 가능하다.[15]
- 에크만 수송은 적도 용승에서도 유사하게 작동하며, 양쪽 반구에서 서쪽을 향하는 무역풍 성분이 물을 극쪽으로 순 수송시키고, 동쪽을 향하는 무역풍 성분은 물을 극에서 멀리 순 수송시킨다.[11]
- 더 작은 규모에서는 사이클론성 바람이 에크만 수송을 유발하여 순 발산과 용승, 즉 에크만 흡입을 유발하며,[11] 반면 고기압성 바람은 순 수렴과 침강, 즉 에크만 분출을 유발한다.[16]
- 에크만 수송은 환류 (해양학) 및 태평양 거대 쓰레기 지대의 순환에도 영향을 미친다. 에크만 수송은 모든 위치에서 물을 환류의 중심으로 흐르게 하여 경사진 해수면을 만들고 지형류를 시작한다 (Colling p 65). 하랄드 스베르드룹은 압력 경도력을 포함하여 이 이론을 개발하면서 에크만 수송을 적용했다 (스베르드룹 균형 참조).[16]

## 예외
회전하는 행성에서 바람에 의해 유도되는 해류를 설명하는 에크만 이론은 북반구에서 표층 해류가 일반적으로 바람 방향의 오른쪽으로, 남반구에서는 대부분 왼쪽으로 편향되는 이유를 설명한다. 에크만이 언급하지 않았고 거의 관찰되지 않는 지역 관성 주기보다 짧은 주기에서 반대 편향에 대한 해법도 존재한다. 이 효과의 주요 예시는 벵골만에서 발생하는데, 이곳에서는 북반구에서 표층 흐름이 바람 방향의 왼쪽으로 치우쳐 있다. 에크만의 이론은 이 경우를 포함하도록 정교화될 수 있다.

## 역사
에크만은 프리티오프 난센이 프람호를 타고 북극 탐험 중 빙산이 주풍 방향에서 20°~40° 오른쪽으로 표류하는 것을 관찰한 후 에크만층 이론을 개발했다. 난센은 동료 빌헬름 비에르크네스에게 그의 학생 중 한 명에게 이 문제를 연구하도록 요청했다. 비에르크네스는 에크만을 지명했고, 에크만은 1902년에 그의 박사 학위 논문으로 그의 연구 결과를 발표했다.

## 이론
에크만 이론은 해수 흐름이 바람에 의한 운동량 전달에 의해서만 구동될 때의 이론적인 순환 상태를 설명한다. 물리적인 세계에서는 여러 동시적인 해류 구동력(예: 압력 및 밀도 경사)의 영향 때문에 이를 관찰하기 어렵다. 다음 이론은 기술적으로 바람의 힘만 작용하는 이상적인 상황에 적용되지만, 에크만 운동은 표층에서 볼 수 있는 바람에 의해 구동되는 순환의 부분을 설명한다.
표층 해류는 코리올리력과 바람 및 물에 의해 생성되는 항력 사이의 균형으로 인해 바람에 대해 45° 각도로 흐른다. 만약 해양을 얇은 층으로 수직으로 나눈다면, 속도(속력)의 크기는 표면에서 최댓값에서 감소하여 소멸된다. 방향 또한 각 후속 층에서 약간씩 바뀐다 (북반구에서는 오른쪽, 남반구에서는 왼쪽). 이것을 에크만 나선이라고 부른다. 이 나선이 소멸되는 지점까지의 표면으로부터의 물 층을 에크만층이라고 한다. 에크만층 전체에 걸쳐 모든 흐름을 통합하면, 순 수송은 북반구(남반구)에서 표면 바람의 90° 오른쪽(왼쪽)으로 이동한다.

### 에크만 나선

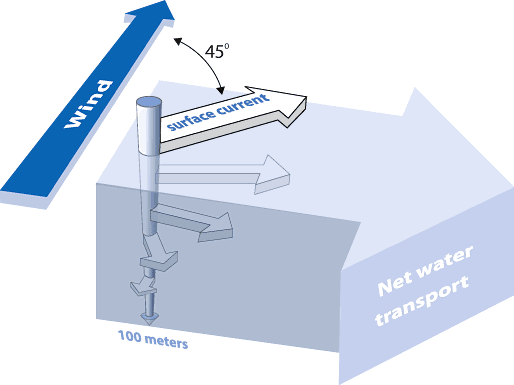
에크만 나선은 코리올리 효과의 결과로 발생한다.

에크만 나선은 해류의 배열로, 깊이가 변함에 따라 수평 해류의 방향이 비틀리는 것처럼 보인다. 해양의 바람에 의한 에크만 나선은 층밀림 변형력, 코리올리 효과 및 물의 항력에 의해 생성된 힘의 균형의 결과이다. 이러한 힘의 균형은 바람과는 다른 결과적인 물의 흐름을 제공한다. 해양에는 에크만 나선을 관찰할 수 있는 두 곳이 있다. 해양 표면에서 층밀림 변형력은 풍응력과 일치한다. 해양 바닥에서는 층밀림 변형력이 해저와의 마찰력에 의해 생성된다. 이 현상은 노르웨이 해양학자 프리티오프 난센이 프람호 탐험 중에 표면에서 처음 관찰했다. 그는 빙산이 바람과 같은 방향으로 표류하지 않는다는 것을 발견했다. 그의 학생인 스웨덴 해양학자 반 발프리드 에크만이 이 과정을 물리적으로 설명한 첫 번째 사람이다.

#### 바닥 에크만 나선

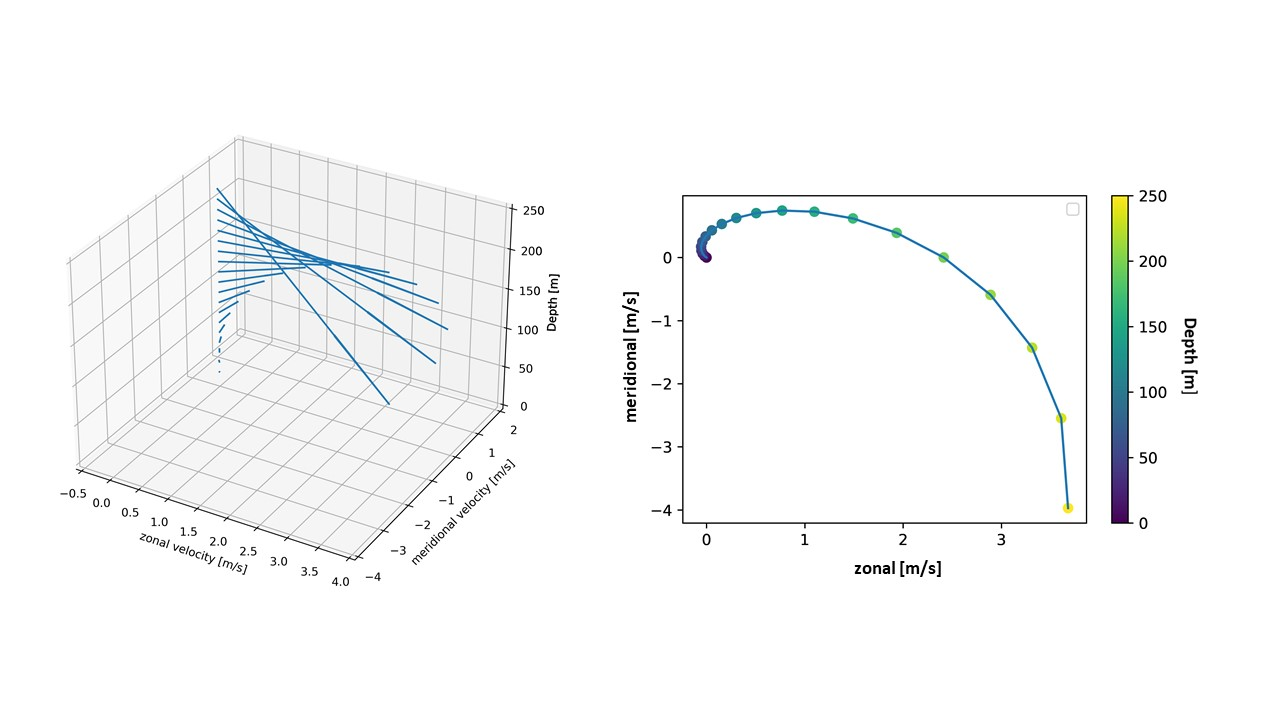
바닥 에크만 나선을 보여주는 두 그림. 왼쪽 그림은 3D 에크만 나선이고, 오른쪽 그림은 2D이다.

에크만 나선의 속성을 도출하기 위해서는 균질한 유체에서 균일하고 수평적인 지형류 내부 흐름을 살펴보아야 한다. 이 흐름은 {\displaystyle {\vec {u}}=({\bar {u}},{\bar {v}})}로 표시되며, 두 성분은 균일성 때문에 일정하다. 이 속성의 또 다른 결과는 수평 경사가 0이 된다는 것이다. 결과적으로 연속 방정식은 {\displaystyle {\frac {\partial w}{\partial z}}=0}을 산출한다. 관련 내부 흐름은 수평적이므로 모든 깊이에서, 심지어 경계층에서도 {\displaystyle w=0}이다. 이 경우, 지구 물리 운동을 지배하는 나비에-스토크스 운동량 방정식은 이제 다음과 같이 축소될 수 있다:
{\displaystyle {\begin{aligned}-fv&=-{\frac {1}{\rho _{0}}}{\frac {\partial p}{\partial x}}+\nu _{E}{\frac {\partial ^{2}u}{\partial z^{2}}},\\[5pt]fu&=-{\frac {1}{\rho _{0}}}{\frac {\partial p}{\partial y}}+\nu _{E}{\frac {\partial ^{2}v}{\partial z^{2}}},\\[5pt]0&=-{\frac {1}{\rho _{0}}}{\frac {\partial p}{\partial z}},\end{aligned}}}
여기서 {\displaystyle f}는 코리올리 변수, {\displaystyle \rho _{0}}는 유체 밀도, {\displaystyle \nu _{E}}는 와점성도이며, 여기서는 단순화를 위해 모두 상수로 간주된다. 이 변수들은 에크만 나선 규모에서 작은 변화를 가지므로 이 근사는 유효하다. 균일한 흐름은 균일하게 변하는 압력 경사를 필요로 한다. 내부 흐름의 흐름 성분인 {\displaystyle u={\bar {u}}}와 {\displaystyle v={\bar {v}}}를 위의 방정식에 대입하면 다음이 얻어진다:
{\displaystyle {\begin{aligned}-f{\bar {v}}&=-{\frac {1}{\rho _{0}}}{\frac {\partial p}{\partial x}}={\text{constant}}\\[5pt]f{\bar {u}}&=-{\frac {1}{\rho _{0}}}{\frac {\partial p}{\partial y}}={\text{constant}}\end{aligned}}}
이 절의 상단에 있는 세 방정식 중 마지막 방정식을 사용하면 압력이 깊이에 독립적이라는 것을 알 수 있다.
{\displaystyle {\begin{aligned}-f(v-{\bar {v}})&=\nu _{E}{\frac {\partial ^{2}u}{\partial z^{2}}}\\[5pt]f(u-{\bar {u}})&=\nu _{E}{\frac {\partial ^{2}v}{\partial z^{2}}}\end{aligned}}}
{\displaystyle u={\bar {u}}+Ae^{\lambda z}}와 {\displaystyle v={\bar {v}}+Be^{\lambda z}}는 위 미분 방정식의 해로 충분할 것이다. 이 가능한 해를 동일한 방정식에 대입하면 {\displaystyle \nu _{E}^{2}\lambda ^{4}+f^{2}=0}이 뒤따를 것이다. 이제 {\displaystyle \lambda }는 다음과 같은 가능한 결과를 가진다.
{\displaystyle \lambda =\pm (1\pm i){\sqrt {\frac {f}{2\nu _{E}}}}}
바닥의 비점착 조건과 {\displaystyle z\gg d}에 대한 일정한 내부 흐름으로 인해 계수 {\displaystyle A}와 {\displaystyle B}를 결정할 수 있다. 결국, 이는 {\displaystyle {\vec {u}}(z)}에 대한 다음 해로 이어진다.
{\displaystyle {\begin{aligned}u&={\bar {u}}\left[1-e^{-z/d}\cos \left({\frac {z}{d}}\right)\right]-{\bar {v}}e^{-z/d}\sin \left({\frac {z}{d}}\right),\\[5pt]v&={\bar {u}}e^{-z/d}\sin \left({\frac {z}{d}}\right)+{\bar {v}}\left[1-e^{-z/d}\cos \left({\frac {z}{d}}\right)\right],\end{aligned}}}
여기서 {\displaystyle d={\sqrt {\frac {2\nu _{E}}{f}}}}이다. {\displaystyle z}가 {\displaystyle d}의 차수를 취할 때 속도 벡터는 내부 흐름의 값에 접근할 것임을 주목하라. 이것이 {\displaystyle d}가 에크만층의 두께로 정의되는 이유이다. 에크만 나선의 몇 가지 중요한 속성은 이 해로부터 도출된다.
- {\displaystyle z\rightarrow {0}}일 때, 흐름은 내부 흐름에 대해 횡방향 성분을 가지며, 북반구에서는 45도 왼쪽으로({\displaystyle f>0}), 남반구에서는 45도 오른쪽으로({\displaystyle f<0}) 차이가 난다. 이 경우 이 흐름과 내부 흐름 사이의 각도가 최대임을 주목하라. 이 각도는 {\displaystyle z}가 증가함에 따라 감소할 것이다.
- {\displaystyle {\frac {z}{d}}}가 {\displaystyle \pi }의 값을 취할 때, 결과 흐름은 내부 흐름과 일치하지만, 내부 흐름에 비해 {\displaystyle e^{-\pi }}만큼 증가할 것이다.
- {\displaystyle {\frac {z}{d}}}의 값이 높을수록, 이전과 같이 다른 방향으로의 최소 횡방향 성분이 있을 것이다. 지수 항은 {\displaystyle z\gg d}일 때 0으로 수렴하여 {\displaystyle {\vec {u}}=({\bar {u}},{\bar {v}})}가 된다. 이러한 속성 때문에 깊이에 따른 흐름의 속도 벡터는 나선형처럼 보일 것이다.

#### 표면 에크만 나선

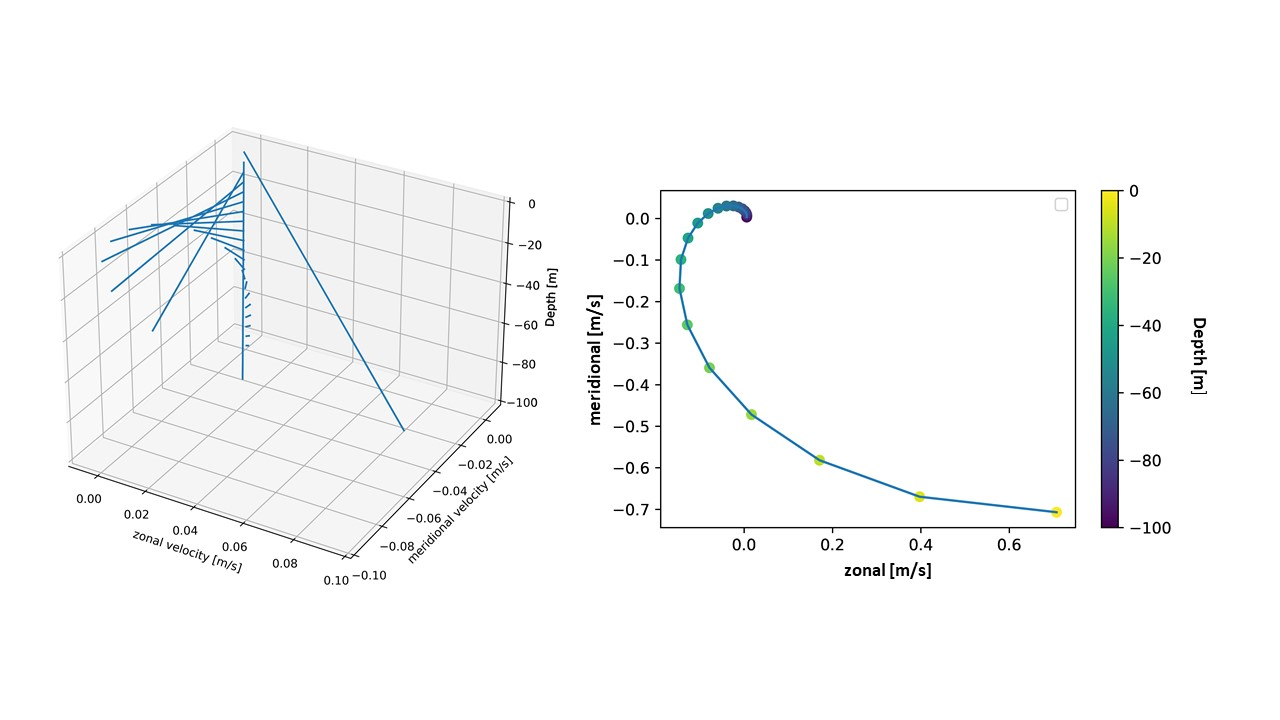
표면 에크만 나선을 보여주는 두 그림. 왼쪽 그림은 3D 에크만 나선이고, 오른쪽 그림은 2D이다.

바닥 에크만 나선을 형성하는 흐름에 대한 해는 바닥에 의해 흐름에 가해지는 층밀림 변형력의 결과였다. 논리적으로, 층밀림 변형력이 흐름에 가해질 수 있는 곳이면 어디든지 에크만 나선이 형성될 것이다. 이는 바람 때문에 공기-물 경계면에서 발생한다. 풍응력 {\displaystyle {\vec {\tau }}=(\tau _{x},\tau _{y})}가 그 아래의 내부 흐름 {\displaystyle {\vec {u}}=(u,v)}를 가진 수면에 가해지는 상황을 고려한다. 다시 말하지만, 흐름은 균일하고, 지형류 내부를 가지며, 균질한 유체이다. 바닥 나선 섹션에 언급된 것과 동일한 지형류 흐름에 대한 운동 방정식은 다음과 같이 축소될 수 있다.
{\displaystyle {\begin{aligned}-f(v-{\bar {v}})&=\nu _{E}{\frac {\partial ^{2}u}{\partial z^{2}}}\\[5pt]f(u-{\bar {u}})&=\nu _{E}{\frac {\partial ^{2}v}{\partial z^{2}}}\\\end{aligned}}}
이 경우의 경계 조건은 다음과 같다.
- 표면 {\displaystyle (z=0)}:   {\displaystyle \;\;\;\rho _{0}\nu _{E}{\frac {\partial u}{\partial z}}=\tau _{x}\;} 및 {\displaystyle \;\rho _{0}\nu _{E}{\frac {\partial v}{\partial z}}=\tau _{y}}
- 내부를 향함 {\displaystyle (z\rightarrow {-\infty })}: {\displaystyle \;\;\;u={\bar {u}}\;} 및  {\displaystyle \;v={\bar {v}}}

이러한 조건을 통해 해를 결정할 수 있다.
{\displaystyle {\begin{aligned}u&={\bar {u}}+{\frac {\sqrt {2}}{\rho _{0}fd}}e^{z/d}\left[\tau _{x}\cos \left({\frac {z}{d}}-{\frac {\pi }{4}}\right)-\tau _{y}\sin \left({\frac {z}{d}}-{\frac {\pi }{4}}\right)\right]\\[5pt]v&={\bar {v}}+{\frac {\sqrt {2}}{\rho _{0}fd}}e^{z/d}\left[\tau _{x}\sin \left({\frac {z}{d}}-{\frac {\pi }{4}}\right)+\tau _{y}\cos \left({\frac {z}{d}}-{\frac {\pi }{4}}\right)\right]\end{aligned}}}
바닥 에크만 나선과 몇 가지 차이점이 나타난다. 내부 흐름으로부터의 편차는 오직 풍응력에만 의존하며 내부 흐름에는 의존하지 않는다. 바닥 에크만 나선의 경우, 편차는 내부 흐름에 의해 결정된다. 흐름의 바람에 의한 성분은 에크만층 두께 {\displaystyle d}에 반비례한다. 따라서 예를 들어 유체의 점성도가 작기 때문에 층 두께가 작으면 이 성분은 매우 클 수 있다. 마지막으로, 표면에서의 흐름은 북반구에서는 바람 방향에 대해 45도 오른쪽으로, 남반구에서는 45도 왼쪽으로 기울어진다. 바닥 에크만 나선의 경우에는 그 반대이다.

#### 관측
위의 방정식과 가정은 에크만 나선의 실제 관측을 대표하지 않는다. 이론과 관측 사이의 차이점은 예상했던 45도 대신 각도가 5~20도 사이라는 점과 에크만층의 깊이, 따라서 에크만 나선이 예상보다 얕다는 점이다. 이러한 차이가 발생하는 주된 요인은 세 가지인데, 성층화, 난류 및 수평 경사이다. 그 외에 덜 중요하지만 역할을 하는 요인으로는 스토크스 표류, 파동 및 스토크스-코리올리 힘 등이 있다.

### 에크만층
에크만층은 유체 내에서 압력 경도력, 코리올리 효과 및 난류 항력 사이의 힘 균형이 존재하는 층이다. 이는 반 발프리드 에크만이 처음 기술했다. 에크만층은 대기와 해양 모두에서 발생한다.
에크만층에는 두 가지 유형이 있다. 첫 번째 유형은 해수면에서 발생하며, 해수면의 항력으로 작용하는 표면풍에 의해 강제된다. 두 번째 유형은 대기 및 해양의 바닥에서 발생하며, 마찰력은 거친 표면 위를 흐르는 흐름과 관련이 있다.

#### 수학적 공식화
에크만층의 수학적 공식화는 중립적으로 성층화된 유체, 압력 경도력, 코리올리력 및 난류 항력 간의 균형을 가정하는 것에서 시작한다.
{\displaystyle {\begin{aligned}-fv&=-{\frac {1}{\rho _{o}}}{\frac {\partial p}{\partial x}}+K_{m}{\frac {\partial ^{2}u}{\partial z^{2}}},\\[5pt]fu&=-{\frac {1}{\rho _{o}}}{\frac {\partial p}{\partial y}}+K_{m}{\frac {\partial ^{2}v}{\partial z^{2}}},\\[5pt]0&=-{\frac {1}{\rho _{o}}}{\frac {\partial p}{\partial z}},\end{aligned}}}
여기서 {\displaystyle \ u}와 {\displaystyle \ v}는 각각 {\displaystyle \ x}와 {\displaystyle \ y} 방향의 속도이며, {\displaystyle \ f}는 국부적인 코리올리 변수이고, {\displaystyle \ K_{m}}은 혼합 길이 이론을 사용하여 도출할 수 있는 확산 와점성이다. {\displaystyle p}는 수정된 압력이며, 중력을 고려하기 위해 압력의 정수압을 통합했다.
에크만층이 이론적으로 가능성이 있는 많은 지역이 있다. 여기에는 대기 바닥, 지구 및 해양 표면 근처, 해양 바닥, 해저 근처, 해양 상단, 공기-물 경계면 근처가 포함된다. 이러한 각각의 다른 상황에는 다른 경계 조건이 적합하다. 이러한 각 상황은 결과적인 상미분 방정식 시스템에 적용되는 경계 조건을 통해 설명될 수 있다. 상단 및 하단 경계층의 개별 사례는 아래에 나와 있다.

#### 해양 (또는 자유) 표면의 에크만층
상부 해양의 에크만층의 경계 조건을 고려할 것이다.
{\displaystyle {\text{at }}z=0:\quad A{\frac {\partial u}{\partial z}}=\tau ^{x}\quad {\text{and}}\quad A{\frac {\partial v}{\partial z}}=\tau ^{y},}
여기서 {\displaystyle \ \tau ^{x}}와 {\displaystyle \ \tau ^{y}}는 해양 표면의 바람장 또는 빙층의 표면 응력 {\displaystyle \ \tau }의 성분이며, {\displaystyle \ A\equiv \rho K_{m}}는 동적 점성이다.
다른 쪽 경계 조건은 {\displaystyle \ z\to -\infty :u\to u_{g},v\to v_{g}}이며, 여기서 {\displaystyle \ u_{g}}와 {\displaystyle \ v_{g}}는 {\displaystyle \ x} 및 {\displaystyle \ y} 방향의 지형류이다.

#### 해
이 미분 방정식은 다음과 같이 풀 수 있다.
{\displaystyle {\begin{aligned}u&=u_{g}+{\frac {\sqrt {2}}{\rho _{o}fd}}e^{z/d}\left[\tau ^{x}\cos(z/d-\pi /4)-\tau ^{y}\sin(z/d-\pi /4)\right],\\[5pt]v&=v_{g}+{\frac {\sqrt {2}}{\rho _{o}fd}}e^{z/d}\left[\tau ^{x}\sin(z/d-\pi /4)+\tau ^{y}\cos(z/d-\pi /4)\right],\\[5pt]d&={\sqrt {2K_{m}/|f|}}.\end{aligned}}}
{\displaystyle d} 값은 에크만층 깊이라 불리며, 해양에서 바람에 의해 유도되는 난류 혼합의 침투 깊이를 나타낸다. 이는 두 가지 변수, 즉 난류 확산 계수 {\displaystyle K_{m}}와 {\displaystyle f}에 의해 나타나는 위도에 따라 달라진다. 일반적인 {\displaystyle K_{m}=0.1} m{\displaystyle ^{2}}/s, 45° 위도({\displaystyle f=10^{-4}} s{\displaystyle ^{-1}})에서 {\displaystyle d}는 약 45미터이다. 이 에크만 깊이 예측은 항상 관측과 정확히 일치하지는 않는다.
수평 속도의 깊이({\displaystyle -z})에 따른 이러한 변화를 에크만 나선이라고 하며, 위 및 오른쪽에 도표화되어 있다.
연속 방정식을 적용하면 수직 속도는 다음과 같다.
{\displaystyle w={\frac {1}{f\rho _{o}}}\left[-\left({\frac {\partial \tau ^{x}}{\partial x}}+{\frac {\partial \tau ^{y}}{\partial y}}\right)e^{z/d}\sin(z/d)+\left({\frac {\partial \tau ^{y}}{\partial x}}-{\frac {\partial \tau ^{x}}{\partial y}}\right)(1-e^{z/d}\cos(z/d))\right].}
수직으로 적분하면, 에크만 나선과 관련된 부피 수송은 북반구에서 바람 방향의 오른쪽으로 나타난다.

#### 해양 및 대기 바닥의 에크만층
표면에 의해 아래로 경계 지어진 에크만층의 전통적인 개발은 두 가지 경계 조건을 사용한다.
- 표면에서의 비점착 조건;
- {\displaystyle z}가 무한대로 갈수록 에크만 속도가 지형류 속도에 접근한다.

#### 에크만층의 실험적 관측
에크만층을 관측하는 데에는 두 가지 주요 이유로 많은 어려움이 따른다. 첫째, 이론이 너무 단순하여 일정한 와점성도를 가정하는데, 이는 에크만 자신이 예상했던 바이다. 그는 다음과 같이 말했다.
| “ | 고려되는 영역 내에서 물의 밀도가 균일하지 않을 경우 {\displaystyle \ \left[\nu \right]}를 일반적으로 상수로 간주할 수 없음이 명백하다 | ” |

둘째, 해양에서 속도 프로필을 관측하기에 충분한 감도를 가진 기기를 설계하는 것이 어렵기 때문이다.

#### 실험실 시연
바닥 에크만층은 회전하는 원통형 물탱크에 염료를 떨어뜨리고 회전 속도를 약간 변경하여 쉽게 관찰할 수 있다. 표면 에크만층도 회전 탱크에서 관찰할 수 있다.

#### 대기 중
대기에서 에크만 해는 일반적으로 표면층의 속도 전단을 고려하지 않기 때문에 수평 풍속의 크기를 과대평가한다. 대기경계층을 표면층과 에크만층으로 나누는 것이 일반적으로 더 정확한 결과를 제공한다.

#### 해양에서
에크만층은 그 특징적인 에크만 나선과 함께 해양에서 거의 관찰되지 않는다. 해양 표면 근처의 에크만층은 깊이가 약 10~20m에 불과하며, 이처럼 얕은 깊이에서 속도 프로필을 관찰할 수 있을 만큼 민감한 기기는 1980년대 이후에야 사용 가능해졌다. 또한, 파도가 표면 근처의 흐름을 변경하여 표면 근처에서의 관측이 다소 어렵다.

#### 계측
에크만층 관측은 견고한 표면 계류 및 민감한 전류계의 개발 이후에만 가능해졌다. 에크만 자신도 자신의 이름을 딴 나선을 관측하기 위해 전류계를 개발했지만 성공하지 못했다.
벡터 측정 전류계와 음향 도플러 전류 프로파일러는 모두 전류를 측정하는 데 사용된다.

#### 관측
해양에서 에크만과 유사한 나선이 처음으로 문서화된 관측은 1958년 북극해에서 표류하는 유빙으로부터 이루어졌다. 더 최근의 관측으로는 (전체 목록은 아님):
- 1980년 혼합층 실험[40]
- 1982년 장기 상부 해양 연구 기간 중 사르가소 해 내에서[41]
- 1993년 동부 경계 해류 실험 중 캘리포니아 해류 내에서[42]
- 남극해 드레이크 통로 지역 내에서[43]
- 동태평양 열대 지방, 북위 2도, 서경 140도에서 5미터에서 25미터 깊이 사이에 5개의 전류계를 사용하여[44] 이 연구는 열대 안정파와 관련된 지형류 전단이 수평으로 균일한 밀도에서 예상되는 것과 비교하여 에크만 나선을 변형시킨다는 것을 지적했다.
- 2008년 SOFINE 실험 중 케르겔렌 고원 북쪽에서[45]

이러한 관측들 중 여러 곳에서 나선이 "압축"되어 나타났으며, 속도 감쇠율을 고려하여 도출된 와점성도보다 깊이에 따른 회전율을 고려할 때 더 큰 와점성도 추정치를 보여주었다.

## 같이 보기
- Ekman layer
- Ekman number
- Ekman velocity
- Upwelling
- Vagn Walfrid Ekman

## 내용주
1. 1 2 3 4 5 6 7 8 9 10 11 12 13 14 15  Sarmiento, Jorge L.; Gruber, Nicolas (2006). 《Ocean biogeochemical dynamics》. Princeton University Press. ISBN 978-0-691-01707-5.
2. 1 2  Emerson, Steven R.; Hedges, John I. (2017). 《Chemical Oceanography and the Marine Carbon Cycle》. New York, United States of America: Cambridge University Press. ISBN 978-0-521-83313-4.
3. 1 2  Colling, pp 42-44
4. ↑  Pond & Pickard, p 101
5. 1 2 3 4  Emerson, Steven R.; Hedges, John I. (2017). 《Chemical oceanography and the marine carbon cycle》. New York, United States of America: Cambridge University Press. ISBN 978-0-521-83313-4.
6. ↑  Miller, Charles B.; Wheeler, Patricia A. (2012년 5월 21일). 《Biological Oceanography》 Seco판. Wiley-Blackwell. ISBN 978-1-4443-3302-2.
7. 1 2 3  Lindstrom, Eric J. “Ocean Motion : Definition : Wind Driven Surface Currents - Upwelling and Downwelling”. 《oceanmotion.org》.
8. ↑  Pond & Pickard p. 106
9. ↑  Knauss p. 123
10. 1 2  Pond & Pickard p.108
11. 1 2 3  Knauss p 125
12. ↑  Anderson, R. F.; Ali, S.; Bradtmilller, L. I.; Nielsen, S. H. H.; Fleisher, M. Q.; Anderson, B. E.; Burckle, L. H. (2009년 3월 13일). 《Wind-Driven Upwelling in the Southern Ocean and the Deglacial Rise in Atmospheric CO2》. 《Science》 (영어) 323. 1443–1448쪽. Bibcode:2009Sci...323.1443A. doi:10.1126/science.1167441. ISSN 0036-8075. PMID 19286547. S2CID 206517043.
13. ↑  Greene, Chad A.; Blankenship, Donald D.; Gwyther, David E.; Silvano, Alessandro; Esmee van (2017년 11월 1일). 《Wind causes Totten Ice Shelf melt and acceleration》. 《Science Advances》 (영어) 3. e1701681쪽. Bibcode:2017SciA....3E1681G. doi:10.1126/sciadv.1701681. ISSN 2375-2548. PMC 5665591. PMID 29109976.
14. ↑  Mann & Lazier p 172
15. ↑  Colling p 43
16. 1 2  Pond & Pickard p 295
17. ↑  McPhaden, Michael J.; Athulya, K.; Girishkumar, M. S.; Orlić, Mirko (2024년 11월 13일). 《Ekman revisited: Surface currents to the left of the winds in the Northern Hemisphere》. 《Science Advances》 10. eadr0282쪽. doi:10.1126/sciadv.adr0282. PMC 11559616 |pmc= 값 확인 필요 (도움말). PMID 39536109.
18. ↑  Yirka, Bob (2024년 12월 2일). Indian Ocean study finds an exception to Ekman's theory of wind-driven ocean currents. 《phys.org》 (보고서) (Phys Org). 2024년 12월 3일에 확인함.
19. ↑  Cushman-Roisin, Benoit (1994). 〈Chapter 5 – The Ekman Layer〉. 《Introduction to Geophysical Fluid Dynamics》 1판. Prentice Hall. 76–77쪽. ISBN 978-0-13-353301-9.
20. ↑  Colling p 44
21. ↑  Sverdrup p 228
22. ↑  Mann & Lazier p 169
23. ↑  Knauss p 124.
24. ↑  US Department of Commerce, National Oceanic and Atmospheric Administration. “The Ekman Spiral - Currents: NOAA's National Ocean Service Education”. 《oceanservice.noaa.gov》 (미국 영어). 2024년 2월 7일에 확인함.
25. ↑  Ekman, V. W. 1905. On the influence of the Earth's rotation on ocean currents. Arch. Math. Astron. Phys., 2, 1-52.
26. 1 2 3 4 5  Cushman-Roisin, Benoit; Beckers, Jean-Marie (2009). 《Introduction to Geophysical Fluid Dynamics》 (PDF). ACADEMIC PRESS.
27. ↑  Stacey, M. W., S. Pond, and P. H. LeBlond, 1986: A wind-forced Ekman spiral as a good statistical fit to low-frequency currents in coastal strait. Science, 233, 470–472
28. ↑  Price, J. F., and M. A. Sundermeyer, 1999: Stratified Ekman layers. J. Geophys. Res., 104, 20467–20494.
29. ↑  van den Bremer TS, BreivikØ. 2017 Stokes drift.Phil.Trans.R.Soc.A376:20170104.http://dx.doi.org/10.1098/rsta.2017.0104
30. ↑  Jeff A. Polton, David M. Lewis, and Stephen E. Belcher, 01 Apr 2005: The Role of Wave-Induced Coriolis–Stokes Forcing on the Wind-Driven Mixed Layer. Journal of Physical Oceanography, Volume 35: Issue 4, 444–457
31. 1 2  Vallis, Geoffrey K. (2006). 〈Chapter 2 – Effects of Rotation and Stratification〉. 《Atmospheric and Oceanic Fluid Dynamics》 1판. Cambridge, UK: Cambridge University Press. 112–113쪽. ISBN 978-0-521-84969-2.
32. ↑  Ekman, V.W. (1905). 《On the influence of the earth's rotation on ocean currents》. 《Ark. Mat. Astron. Fys.》 2. 1–52쪽.
33. ↑   보관됨 2013-10-22 - 웨이백 머신
34. 1 2  Holton, James R. (2004). 〈Chapter 5 – The Planetary Boundary Layer〉. 《Dynamic Meteorology》. International Geophysics Series 88 4판. Burlington, MA: Elsevier Academic Press. 129–130쪽. ISBN 978-0-12-354015-7.
35. ↑  Santala, M. J.; Terray, E. A. (1992). 《A technique for making unbiased estimates of current shear from a wave-follower》. 《Deep-Sea Research》 39. 607–622쪽. Bibcode:1992DSRA...39..607S. doi:10.1016/0198-0149(92)90091-7.
36. ↑  Rudnick, Daniel (2003). 《Observations of Momentum Transfer in the Upper Ocean: Did Ekman Get It Right?》. 《Near-Boundary Processes and Their Parameterization》 (Manoa, Hawaii: School of Ocean and Earth Science and Technology).
37. ↑  Weller, R.A.; Davis, R.E. (1980). 《A vector-measuring current meter》. 《Deep-Sea Research》 27. 565–582쪽. Bibcode:1980DSRA...27..565W. doi:10.1016/0198-0149(80)90041-2.
38. ↑  Hunkins, K. (1966). 《Ekman drift currents in the Arctic Ocean》. 《Deep-Sea Research》 13. 607–620쪽. Bibcode:1966DSRA...13..607H. doi:10.1016/0011-7471(66)90592-4.
39. ↑  Davis, R.E.; de Szoeke, R.; Niiler., P. (1981). 《Part II: Modelling the mixed layer response》. 《Deep-Sea Research》 28. 1453–1475쪽. Bibcode:1981DSRA...28.1453D. doi:10.1016/0198-0149(81)90092-3.
40. 1 2  Price, J.F.; Weller, R.A.; Schudlich, R.R. (1987). 《Wind-Driven Ocean Currents and Ekman Transport》. 《Science》 238. 1534–1538쪽. Bibcode:1987Sci...238.1534P. doi:10.1126/science.238.4833.1534. PMID 17784291. S2CID 45511024.
41. 1 2  Chereskin, T.K. (1995). 《Direct evidence for an Ekman balance in the California Current》. 《Journal of Geophysical Research》 100. 18261–18269쪽. Bibcode:1995JGR...10018261C. doi:10.1029/95JC02182.
42. 1 2  Lenn, Y; Chereskin, T.K. (2009). 《Observation of Ekman Currents in the Southern Ocean》. 《Journal of Physical Oceanography》 39. 768–779쪽. Bibcode:2009JPO....39..768L. doi:10.1175/2008jpo3943.1. S2CID 129107187.
43. ↑  Cronin, M.F.; Kessler, W.S. (2009). 《Near-Surface Shear Flow in the Tropical Pacific Cold Tongue Front》. 《Journal of Physical Oceanography》 39. 1200–1215쪽. Bibcode:2009JPO....39.1200C. CiteSeerX 10.1.1.517.8028. doi:10.1175/2008JPO4064.1.
44. 1 2  Roach, C.J.; Phillips, H.E.; Bindoff, N.L.; Rintoul, S.R. (2015). 《Detecting and Characterizing Ekman Currents in the Southern Ocean》. 《Journal of Physical Oceanography》 45. 1205–1223쪽. Bibcode:2015JPO....45.1205R. doi:10.1175/JPO-D-14-0115.1.